# Siège de Tunis (1694)
Guerre algéro-tunisienne de 1694
Le siège de Tunis en novembre 1694 oppose d'un côté la régence d'Alger sous le règne du dey Hadj Chabane et la régence de Tunis sous le règne du bey Mohamed El Mouradi.

## Contexte
Le prince Tunisien Ibn Choukr est allé demander l'aide du dey d'Alger afin de se rendre maître de Tunis. Le dey accepte sa proposition et défait l'armée tunisienne à la bataille du Kef le 24 juin 1694. Chabane marche ensuite sur Tunis, où Mohamed Bey El Mouradi s'est réfugié après sa défaite.

## Déroulement
L'armée algérienne arrive devant Tunis et la met sous siège durant trois mois. Tunis tombe et les Algériens pillent alors la ville. Ibn Choukr devient maître de Tunis obligeant Mohamed Bey El Mouradi à fuir.

## Conséquences
Mohamed Bey El Mouradi fuit dans le Sahara et Ibn Choukr règne sur Tunis durant six mois, mais son règne est tyrannique et conduit les Tunisiens à faire appel à Mohamed Bey El Mouradi en exil. Ce dernier défait Ibn Choukr en avril 1695, à la bataille de Merguellil, près de Kairouan, et se rend à nouveau maître de Tunis.